# Mosquera (Nariño)
Mosquera es un municipio colombiano situado en el departamento de Nariño. Según el censo de 2018, tiene una población de 11 984 habitantes.
Fue fundado en 1824 por el general Tomás Cipriano de Mosquera y se convirtió en municipio en 1850.

## Toponimia
El municipio inicialmente se llamó "Tierra Firme" y luego adquirió el nombre de su fundador: Mosquera.

## División Político-Administrativa
Su Cabecera municipal, se encuentra dividido en los barrios: El Carmen, Las Brisas, Las Mercedes, Las Flores, Samaritana, Avenida Los Estudiantes, Nueva Esperanza, El Aeropuerto.
Mosquera tiene bajo su jurisdicción los siguientes Centros poblados:
- Bajo de Echandía
- Bocas de Guandipa
- Cocal de Los Payanes
- Cocalito Jiménez (Gabriel Turbay)
- El Cantil
- El Garcero
- El Naranjo
- Firme Cifuentes
- Pampa Chapila
- Pampa Quiñones
- Playa Nueva
- Pueblo Nuevo
- Tortugo

### Veredas
Además, el municipio está compuesto con las siguientes veredas:
Alto Guandipa, Bajito, Baquería, Brisas del Patiá, Caimitillal, Campoalegre, Cantil, Cantipaz, Chapilar, Chiriquí, Gicrillal, Lagartera, Las Capillas, Miel de Abejas, Palizada, Punta Piñal, Piñal, Relleno, Playón, Porvenir, Remolino, Salango, San Francisco (Porquera), Tasquita, Trejos del Mar, pampa Chapila, pampa quiñones,campo alegre, tierra firme, .

## Historia
La localidad fue fundada por el General Tomás Cipriano de Mosquera cuando venía de Iscuande, después de haber sostenido una fuerte batalla con el General Agualongo en la ciudad de Pasto. El General Mosquera había comprado a la señora Ana Maria González (apodada "Mariquita") los terrenos donde está ubicado hoy Mosquera.
Las viviendas en paja y paredes y chonta fueron cambiadas por viviendas de madera, cartón y zinc. Su primer año como municipio fue 1850 y su primer alcalde en 1904 fue Néstor Parra Gomes.
En 1979 se crea el municipio de Olaya Herrera, antiguo corregimiento de Mosquera.

## Geografía
Descripción Física: El municipio de Mosquera está ubicado al noroccidente del departamento de Nariño. Presenta:
- Clima: Húmedo
- Temperatura: 28 °C
- Humedad relativa: 85%
- Precipitación: 3500 mm/año
- Formación ecológica: bosque húmedo tropical
- Vegetación:  de manglares, natales y guandales
- Relieve: zona plana de la llanura del Pacífico

## Economía
La actividad económica más importante del municipio de Mosquera corresponde al sector pesquero, con relevancia en la explotación de la concha. Le siguen en importancia los sectores agrícolas y forestales. Las actividades de comercio en agroindustria y turismo no alcanzan dimensiones de importancia dentro del sector.

## Vías de comunicación
- Aéreas: No hay.
- Terrestres: No hay.
- Fluviales: Se ingresa desde los municipios de Tumaco, Buenaventura, Guapi, Barbacoas y El Charco.[4]